# Schlacht bei Hohenfriedberg
Europäischer Kriegsschauplatz:

Mollwitz* – Chotusitz* – Simbach – Dettingen – Toulon – Pfaffenhofen – Tournai – Fontenoy – Hohenfriedberg** – Soor** – Hennersdorf** – Kesselsdorf** – Brüssel – Piacenza – Namur – Roucourt – Kap Finisterre 1 – Lauffeldt – Assietta –  Bergen op Zoom – Kap Finisterre 2 – Maastricht
(*) Erster Schlesischer Krieg – (**) Zweiter Schlesischer Krieg
Indischer Kriegsschauplatz:

Erster Karnatischer Krieg
Amerikanischer Kriegsschauplatz:

War of Jenkins’ Ear – King George’s War
Baumgarten – 
Glogau – 
Mollwitz – 
Lesch  – 
Glatz – 
Chotusitz – 
Teltschitz – 
Pless – 
Ratibor – 
Hohenfriedberg – 
Soor – 
Hennersdorf – 
Zittau – 
Kesselsdorf
Die Schlacht bei Hohenfriedberg (auch Schlacht bei Hohenfriedeberg oder Schlacht bei Striegau) fand am 4. Juni 1745 während des Zweiten Schlesischen Krieges statt.

## Vorgeschichte
Nach dem für Preußen ungünstigen Ausgang des Feldzuges in Böhmen von 1744 beschloss der preußische König Friedrich II., den Gegner in Schlesien zu erwarten. Am 29. Mai 1745 versammelte der König seine Preußische Armee bei der Stadt Frankenstein: Es waren 65.000 Mann mit 192 schweren Geschützen. Am selben Tage hatten die Österreicher und Sachsen unter Prinz Karl Alexander von Lothringen und Herzog Johann Adolf von Sachsen-Weißenfels die Grenze über den Landeshuter Pass mit 72.000 Mann und 121 Geschützen überschritten. Am 3. Juni nachmittags gingen die Österreicher aus dem Gebirge bis auf die Höhen nordöstlich von Hohenfriedberg vor („Prinz Karl ist erschienen auf Friedbergs Höhn“) und errichteten den Befehlsstand des Prinzen Karl auf dem Galgenberg (die spätere Siegeshöhe). Friedrich beschloss, den Gegner überraschend anzugreifen, und brach deshalb am 3. Juni gegen 21 Uhr aus seinem Lager bei Alt-Jauernick nordwestlich von Schweidnitz auf, während die Wachtfeuer zur Täuschung weiterbrannten. Um 2 Uhr nachts gab er seine Befehle: Die Armee sollte rechts abmarschieren und die Kavallerie des rechten Flügels sich in Richtung Pilgramshain entwickeln; der rechte Infanterieflügel hatte sich gegenüber der Gule, einer Wiesenniederung südwestlich von Pilgramshain, aufzustellen. Die Kavallerie des linken Flügels sollte den Aufmarsch des linken Flügels der Infanterie decken.

## Verlauf der Schlacht
Der Angriff der Gegner begann um 4 Uhr früh, und Pilgramshain wurde durch die Sächsische Armee besetzt; der linke Flügel ihrer Kavallerie marschierte südlich davon auf. Um 5:30 Uhr gingen die Preußen zum Angriff über, und die Kavallerie der Sachsen wurde geschlagen. Die 46 Schwadronen des rechten preußischen Flügels unter Feldmarschall Wilhelm Dietrich von Buddenbrock (damals schon 72 Jahre alt) gingen nun gegen die Gule vor, von 15 Bataillonen von links unterstützt, so dass die Sachsen aus Pilgramshain geworfen wurden. Um 7 Uhr war der linke Flügel der Österreichisch-sächsischen Armee geschlagen. Inzwischen war ihr rechter Flügel (nur Österreicher) zwischen Günthersdorf und dem Fluss Striegauer Wasser aufmarschiert. Um 6:30 Uhr begann der preußische linke Flügel seinen Aufmarsch; es kam zu heftigen Reiterkämpfen, bei denen auf preußischer Seite Generalmajor Hans Joachim von Zieten durch sein Eingreifen den Ausschlag gab. Um 8:30 Uhr ging der preußische linke Flügel gegen Günthersdorf und Thomaswaldau zum Angriff vor. Die Preußen erlitten erhebliche Verluste, die Österreicher hielten stand, bis ihr Regiment Thüngen gegen 9 Uhr zu wanken begann. Daraufhin brach das Dragonerregiment Bayreuth (1.500 Mann) unter General Friedrich Leopold von Geßler und Oberstleutnant Otto Magnus von Schwerin durch eine Lücke in den Reihen der eigenen Infanterie gegen die 20 österreichischen Bataillone vor. Durch diesen Stoß wurde der Gegner völlig überrascht und gänzlich in die Flucht geschlagen. Die Bayreuther machten 2500 Gefangene und erbeuteten unter nur 94 eigenen Verlusten 67 Fahnen. So wurde die Schlacht zugunsten Preußens entschieden.

### Gefallene Generale
Auf preußischer Seite fiel der Generalleutnant Truchsess zu Waldburg.
Die Österreicher verloren:
- Feldzeugmeister Freiherr Adam Sigmund von Thüngen
- Feldmarschalleutnant Graf Franz von Saint-Ignon[1]
- Generalwachtmeister Freiherr Franz Leopold Hochmann von Hohenau
- Generalwachtmeister Freiherr Karl Heinrich von Könitz
- Generalwachtmeister Graf Johann Anton von Kuefstein

Außerdem gerieten der Feldzeugmeister Berlichingen sowie der Generalwachtmeister Forgatsch in Gefangenschaft.

## Nachwirkungen
Die preußischen Verluste betrugen 183 tote oder verwundete Offiziere sowie 4554 Mann. Erbeutet wurden 76 Fahnen, 7 Standarten und 72 Kanonen. Von den Österreichern waren 1821 Soldaten getötet, 2856 verwundet und 5655 gefangen worden. Die Sachsen verloren 2029 Mann (Tote, Vermisste und Gefangene) und hatten 915 Verwundete.
Am Nachmittag inspizierte Friedrich der Große die erbeuteten Fahnen und die gefangenen Offiziere auf dem Galgenberg, dem Befehlsstand des geflohenen österreichischen Kommandeurs Karl von Lothringen. Auf dem Schlachtfeld oder im Pavillon „Favorite“ des benachbarten Schlosses Rohnstock, wo er übernachtete, soll Friedrich den bekannten Marsch Der Hohenfriedberger komponiert haben. Der Text soll von einem einfachen Soldaten stammen. Gegen diese Legende spricht aber, dass der Marsch das Regiment „Ansbach-Bayreuther“ nennt – dieser Name wurde erst über 20 Jahre nach der Schlacht eingeführt.